# Canton de Vienne-2
Le canton de Vienne-2 est une circonscription électorale française du département de l'Isère.

## Histoire
Un nouveau découpage territorial de l'Isère entre en vigueur à l'occasion des élections départementales de 2015. Il est défini par le décret du 18 février 2014, en application des lois du 17 mai 2013 (loi organique 2013-402 et loi 2013-403). Les conseillers départementaux sont, à compter de ces élections, élus au scrutin majoritaire binominal mixte. Les électeurs de chaque canton élisent au Conseil départemental, nouvelle appellation du Conseil général, deux membres de sexe différent, qui se présentent en binôme de candidats. Les conseillers départementaux sont élus pour 6 ans au scrutin binominal majoritaire à deux tours, l'accès au second tour nécessitant 12,5 % des inscrits au 1er tour. En outre la totalité des conseillers départementaux est renouvelée. Ce nouveau mode de scrutin nécessite un redécoupage des cantons dont le nombre est divisé par deux avec arrondi à l'unité impaire supérieure si ce nombre n'est pas entier impair, assorti de conditions de seuils minimaux. Dans l'Isère, le nombre de cantons passe ainsi de 58 à 29.
Le canton de Vienne-2 est formé de communes des anciens cantons de Roussillon (9 communes) et de Vienne-Sud (8 communes). Le canton est entièrement inclus dans l'arrondissement de Vienne. Le bureau centralisateur est situé à Vienne.

## Représentation
| Période élective | Période élective | Mandat | Mandat   | Identité         | Nuance | Nuance | Qualité |
| ---------------- | ---------------- | ------ | -------- | ---------------- | ------ | ------ | --- |
| 2015             | 2021             | 2015   | 2021     | Élisabeth Célard |        | LR     | Retraitée, ancienne maire de Reventin-Vaugris Première Vice-Présidente de la Communauté d'agglomération du Pays Viennois                                                                   |
| 2015             | 2021             | 2015   | 2021     | Patrick Curtaud  |        | LR     | Professeur, adjoint au maire de Vienne Ancien conseiller général du Canton de Vienne-Sud (2001-2011) Vice-Président chargé de la Culture, du patrimoine et de la coopération décentralisée |
| 2021             | 2028             | 2021   | en cours | Patrick Curtaud  |        | LR     | Conseiller sortant 4ème vice-président chargé de la culture, du patrimoine, du devoir de mémoire et de la coopération internationale                                                       |
| 2021             | 2028             | 2021   | en cours | Isabelle Dugua   |        | DVD    | Cadre de la fonction publique Maire des Roches-de-Condrieu |

### Résultats détaillés

#### Élections de mars 2015
À l'issue du 1er tour des élections départementales de 2015, deux binômes sont en ballottage : Constance Allais et Norman Mechin (FN, 32,42 %) et Élisabeth Celard et Patrick Curtaud (Union de la Droite, 31,96 %). Le taux de participation est de 49,97 % (17 168 votants sur 34 354 inscrits) contre 49,24 % au niveau départemental et 50,17 % au niveau national.
Au second tour, Élisabeth Celard et Patrick Curtaud (Union de la Droite) sont élus avec 62,06 % des suffrages exprimés et un taux de participation de 50,37 % (9 488 voix pour 17 306 votants et 34 355 inscrits).

#### Élections de juin 2021
Le premier tour des élections départementales de 2021 est marqué par un très faible taux de participation (33,26 % au niveau national). Dans le canton de Vienne-2, ce taux de participation est de 30,97 % (11 122 votants sur 35 913 inscrits) contre 31,88 % au niveau départemental. À l'issue de ce premier tour, deux binômes sont en ballottage : Patrick Curtaud et Isabelle Dugua (LR, 47,37 %) et Paul Raguénès et Myriam Thieulent (Union à gauche avec des écologistes, 30,19 %).
Le second tour des élections est marqué une nouvelle fois par une abstention massive équivalente au premier tour. Les taux de participation sont de 34,36 % au niveau national, 32,23 % dans le département et 31,51 % dans le canton de Vienne-2. Patrick Curtaud et Isabelle Dugua (LR) sont élus avec 64,23 % des suffrages exprimés (6 809 voix pour 11 323 votants et 35 933 inscrits),,.

## Composition
| Nom                            | Code Insee | Intercommunalité                 | Superficie (km2) | Population (dernière pop. légale)                | Densité (hab./km2) | Modifier                                    |
| ------------------------------ | ---------- | -------------------------------- | ---------------- | ------------------------------------------------ | ------------------ | ------------------------------------------- |
| Vienne (bureau centralisateur) | 38544      | CA Vienne Condrieu Agglomération | 22,65            | Fraction : 13 949 (2022) Commune : 31 555 (2022) | 1 393              | modifier les données · modifier les données |
| Assieu                         | 38017      | CC Entre Bièvre et Rhône         | 12,34            | 1 722 (2022)                                     | 140                | modifier les données · modifier les données |
| Auberives-sur-Varèze           | 38019      | CC Entre Bièvre et Rhône         | 7,05             | 1 465 (2022)                                     | 208                | modifier les données · modifier les données |
| Cheyssieu                      | 38101      | CC Entre Bièvre et Rhône         | 8,55             | 1 051 (2022)                                     | 123                | modifier les données · modifier les données |
| Chonas-l'Amballan              | 38107      | CA Vienne Condrieu Agglomération | 7,41             | 1 691 (2022)                                     | 228                | modifier les données · modifier les données |
| Clonas-sur-Varèze              | 38114      | CC Entre Bièvre et Rhône         | 6,83             | 1 541 (2022)                                     | 226                | modifier les données · modifier les données |
| Les Côtes-d'Arey               | 38131      | CA Vienne Condrieu Agglomération | 24,31            | 2 023 (2022)                                     | 83                 | modifier les données · modifier les données |
| Estrablin                      | 38157      | CA Vienne Condrieu Agglomération | 20,69            | 3 682 (2022)                                     | 178                | modifier les données · modifier les données |
| Eyzin-Pinet                    | 38160      | CA Vienne Condrieu Agglomération | 28,44            | 2 301 (2022)                                     | 81                 | modifier les données · modifier les données |
| Jardin                         | 38199      | CA Vienne Condrieu Agglomération | 9,25             | 2 156 (2022)                                     | 233                | modifier les données · modifier les données |
| Reventin-Vaugris               | 38336      | CA Vienne Condrieu Agglomération | 18,40            | 2 042 (2022)                                     | 111                | modifier les données · modifier les données |
| Les Roches-de-Condrieu         | 38340      | CC Entre Bièvre et Rhône         | 1,03             | 2 031 (2022)                                     | 1 972              | modifier les données · modifier les données |
| Saint-Alban-du-Rhône           | 38353      | CC Entre Bièvre et Rhône         | 3,56             | 960 (2022)                                       | 270                | modifier les données · modifier les données |
| Saint-Clair-du-Rhône           | 38378      | CC Entre Bièvre et Rhône         | 7,16             | 3 678 (2022)                                     | 514                | modifier les données · modifier les données |
| Saint-Maurice-l'Exil           | 38425      | CC Entre Bièvre et Rhône         | 12,82            | 6 722 (2022)                                     | 524                | modifier les données · modifier les données |
| Saint-Prim                     | 38448      | CC Entre Bièvre et Rhône         | 7,30             | 1 454 (2022)                                     | 199                | modifier les données · modifier les données |
| Saint-Sorlin-de-Vienne         | 38459      | CA Vienne Condrieu Agglomération | 9,94             | 967 (2022)                                       | 97                 | modifier les données · modifier les données |
| Vernioz                        | 38536      | CC Entre Bièvre et Rhône         | 11,32            | 1 503 (2022)                                     | 133                | modifier les données · modifier les données |
| Canton de Vienne-2             | 3828       |                                  |                  | 50 938 (2022)                                    |                    | modifier les données                        |

Le canton de Vienne-2 comprend :
1. dix-sept communes entières,
2. la partie de la commune de Vienne non incluse dans le canton de Vienne-1.

## Démographie
En 2022, le canton comptait 50 938 habitants, en évolution de +4,83 % par rapport à 2016 (Isère : +3,07 %, France hors Mayotte : +2,11 %).
| 2013   | 2018   | 2022   |
| ------ | ------ | ------ |
| 47 967 | 48 833 | 50 938 |